# Regulfe
Regulfe es una localidad del municipio de Bóveda, en la provincia de Lugo, España. Pertenece a la parroquia de Martín y se encuentra muy cerca del límite con el municipio de O Saviñao.
Se encuentra a 635 metros de altitud en la sierra de Regulfe. En 2022 tenía una población de 6 habitantes, 3 hombres y 3 mujeres.